# Tintin w Ameryce
Tintin w Ameryce (fr. Tintin en Amérique) – album komiksowy wydany w serii Tintin, autorstwa Hergé.

## Treść
Jest rok 1931. Po aresztowaniu gangsterów Ala Capone w poprzedniej przygodzie, Tintin w Kongo, Tintin zostaje wysłany do Chicago w stanie Illinois, aby zrobił tam porządek. Zostaje złapany przez bandytów wielokrotnie i wkrótce poznaje Ala  Capone. Mimo że Tintin łapie i związuje  Capone oraz jego współpracowników, policjant, którego chłopak prosi o pomoc nie wierzy mu i próbuje zaaresztować jego zamiast gangsterów (porażka Tintina pokazuje to, że Capone wciąż działał, gdy pisano komiks).
Po paru zamachach na życie, Tintin poznaje rywala Capone, Bobby’ego Smilesa, który jest szefem Stowarzyszenia Gangsterów w Chicago. Tintin spędza dużo czasu na próbach złapania Smilesa, co prowadzi go do Redskin City. Tam zostaje złapany przez Indian Czarne Stopy (którzy zostali oszukani przez gangstera, który wmówił im, że Tintin jest ich wrogiem), i odkrywa złoża ropy. To nieumyślnie powoduje wysiedlenie Indian z ich terenu i pozbawia ich udziałów w zyskach ze sprzedaży ropy. W końcu Tintin łapie Smilesa i wysyła go do Chicago w paczce.
Po zapuszkowaniu Smilesa, nieznany gangster porywa psa reportera, Milusia. Tintin postanawia go uratować i aresztuje gangsterów i ich współpracowników, choć jeden z nich próbuje uciec. Następnego dnia gangster namawia Maurice’a Oyle'a, aby zaprosił Tintina do fabryki mięsa, i doprowadził do sytuacji, w której Tintin wpadłby do maszyny przerabiającej mięso. Nie udaje mu się to, bo pracownicy zaczynają strajk. Tintinowi udaje się złapać Maurice’a i drugiego gangstera.
Po tej eskapadzie  Tintin zostaje zaproszony na bankiet, skąd zostaje porwany przez gangsterów, którzy postanawiają się na nim zemścić za zrujnowanie bandyckiego świata w  Chicago. Tintin i Miluś zostają przywiązani do sztangi i wrzuceni do Jeziora Michigan. Jednak przez przypadek, używają drewnianej sztangi i w ten sposób Tintin i Miluś zostają uratowani przez łódź policyjną. Szybko okazuje się, że załoga to nie policjanci, a gangsterzy, którzy chcą zabić reportera. Ale Tintinowi udaje się ich powstrzymać i doprowadza on policję do ich kwatery. Wdzięczni mieszkańcy Chicago organizują paradę na cześć Tintina, po czym wraca on do Europy.

## O wydaniu
„Tintin w Ameryce” stosunkowo odważnie przedstawia stosunki panujące w Ameryce, pozytywnie obrazując Indian i Afroamerykanów. Podczas przygotowań do amerykańskiego wydania tego albumu (lata siedemdziesiąte) wydawcy wymusili na Hergé modyfikację pewnych elementów, przede wszystkim czyniąc czarnoskórych bohaterów albo bardziej „rozmytymi”, albo nawet zamieniając niektórych z nich na osoby białe.
W Polsce komiks ten został wydany przez wydawnictwo Twój Komiks w 2002 roku.